# Iresine angustifolia
Iresine angustifolia là loài thực vật có hoa thuộc họ Dền. Loài này được Euphrasén mô tả khoa học đầu tiên năm 1795.